# Петухов, Иван Павлович
Иван Павлович Петухов (1895—1942) — корпусной комиссар (1935) Рабоче-крестьянской Красной Армии, участник Первой мировой и Гражданской войн.

## Биография
Родился в русской крестьянской семье. Член РСДРП(б) с июня 1915. Окончив сельскую школу, стал трудиться в Москве рабочим на кирпичном заводе и складе конторских книг. Экстерном сдал экзамен за 4 класса реального училища. В 1915 призван в царскую армию и направлен на Румынский фронт, участник Первой мировой войны. В 1916 за революционную агитацию подвергался аресту. После Февральской революции в 1917 избран членом полкового комитета и членом гарнизонного суда. В 1917 окончил Горийскую школу прапорщиков, после чего служил в Харькове в должности командира взвода и роты. Принимал активное участие в формировании и обучении отрядов Красной гвардии. Последний чин в старой армии — прапорщик.
В Красной армии добровольно со дня её формирования. С февраля по апрель 1918 командир 1-го и 2-го рабочих полков в Харькове. С июня по август 1918 чрезвычайный комиссар по борьбе с чехословацким мятежом, военком Сызранской группы войск Восточного фронта. С августа 1918 по ноябрь 1920 политический инспектор, член военного трибунала, комиссар штаба Восточного фронта, начальник политического отдела 26-й стрелковой дивизии. В 1921—1922 начальник организационного отдела и заместитель начальника политического управления войск Сибири. С мая 1922 по январь 1923 помощник начальника политического управления Западного фронта. С февраля 1923 начальник организационно-инструкторского отдела того же управления. С июля 1923 военком штаба Западного фронта.
После Гражданской войны на ответственных должностях политического состава в войсках, центральном аппарате и военно-учебных заведениях РККА. С апреля 1924 помощник начальника организационно-инструкторского отдела, он же начальник партийной части Политического управления РККА. В 1927—1928 слушатель Курсов марксизма-ленинизма при Коммунистической академии с зачислением в резерв РККА. С июля 1928 начальник 1-го (организационно-распределительного) отдела Политического управления РККА. С октября 1930 слушатель первого набора Особой группы Военной академии имени М. В. Фрунзе. С мая 1932 помощник начальника Военной академии механизации и моторизации РККА. С февраля 1935 помощник начальника Управления морских сил РККА по политической части. В марте 1936 назначен секретарём наркома обороны СССР К. Е. Ворошилова для особо важных поручений.
Арестован первый раз 4 июля 1938. Особым совещанием при НКВД СССР 14 февраля 1939 за недоказанностью вины дело было прекращено. На свободе пробыл около месяца и вторично арестован 12 марта 1939. Особым совещанием при НКВД СССР 20 апреля 1939 по обвинению в участии в военном заговоре приговорён к пяти годам заключения в исправительно-трудовой лагерь, где и умер 30 мая 1942. Определением Военной коллегии Верховного суда СССР от 11 декабря 1954 реабилитирован.